# Kvæfjords kommun
Kvæfjords kommun (norska: Kvæfjord kommune) är en kommun i Troms fylke i norra Norge. Kommunens centralort är tätorten Borkenes.

## Administrativ historik
Kvæfjords kommun bildades på 1830-talet, samtidigt med flertalet andra norska kommuner.
1956 överfördes ett område med 32 invånare till Trondenes kommun.
2000 blev ett område runt Godfjorden mellan Røykneset i sydost och Kinneset i norr overfört till Sortlands kommun.

## Tätorter
I Kvæfjords kommun finns två tätorter:
- Borkenes (centralort)
- Vikvågen

## Socknar
Inom Norska kyrkan motsvaras Kvæfjords kommun av Kvæfjords socken i Trondenes prosteri i Nord-Hålogalands stift.